# The Hunting of the Snark

Az első kiadás borítója, Henry Holiday illusztrációjával

A The Hunting of the Snark (An Agony in 8 Fits) Lewis Carroll 1874-es nonszensz-verse, amely a titokzatos Snark (a szó talán az angol „kígyó” és „cápa” szavak vegyítése) elejtésére induló szürreális expedíció történetét meséli el. A szedett-vedett vadászcsapat tagjainak nevét nem, csak a hivatását tudjuk meg: az útra a Csengős, az Inas, a Bokrétakötő, az Ügyvéd, a Kereskedő, a Biliárdkészítő, a Bankár, a Hentes, a Pék és a Hód indul (angolul mindegyik szó B-vel kezdődik).
A vers eseményei éppolyan abszurdak, mint maga a küldetés (soha nem tudjuk meg, mi az a Snark, hogyan akarják elejteni, és mit kezdenének vele): miután a térkép – egy üres papírlap – alapján az utazók hajója kiköt egy szigeten, a Csengős elsorolja a Snark öt ismertetőjelét (ízletes, későn kel, nincs humorérzéke, lelkesedik a fürdetőgépekért, és ambiciózus), amiről a Péknek eszébe jut nagybátyja intése, miszerint a Snarkok egy része Boojum, és ha velük találkozik, nyomtalanul el fog tűnni. Megkezdődik a vadászat; a Hód örök barátságot köt a Hentessel, akitől addig tartott, mióta kiderült, hogy az csak hódokat vág le; az Ügyvéd egy bíróságról álmodik, ahol a Snark egy disznó védője, akit az ólja elhagyásával vádolnak; a Bankárt megtámadja egy Bandersnatch (a név több más kitalált szóhoz hasonlóan Carrol korábbi verséből, a Jabberwockyból köszön vissza); végül a Pék vad ordibálással hívja a társait: megtalálta a Snarkot. Közeledtükben még hallják utolsó, elhaló kiáltását – „ez egy Boo...”, – de odaérve nem lelik, nyomtalanul eltűnt a Snarkkal együtt, amely Boojumnak bizonyult.
A mű alapmotívuma az értelmesnek tűnő értelmetlenség: a szöveg nyelvtanilag és verstanilag is helyes, és az események egy összefüggő történetté állnak össze; azonban a küldetés, a szereplők cselekedetei és motivációi, a leírások mind abszurdak és értelmetlenek. A Pék elfelejti a nevét, helyette a Gyertyavégre és a Sült sajtra hallgat; a Bankár tűz és jégeső elleni biztosítást ajánl a Hentestől megrettent Hódnak, majd később kedvezményekkel és biankó csekkekkel próbálja leszerelni a Bandersnatchot, amikor az a csőrével megragadja; a Snarkot villával, szappannal és vasúti részvényekkel próbálják elejteni; az álombeli bíróságon az esküdtek a Snarkot kérik, hogy hozzon döntést helyettük, mert nem tudják, hogyan kell helyesen írni az „ítélet” szót; a halálra rémült Bankárnak egy pillanat alatt megőszül a mellénye. Carroll maga következetesen megtagadta, hogy bármilyen kérdést megválaszoljon a művel kapcsolatban.

## Illusztrációk
Az első kiadás illusztrációt Henry Holiday készítette.

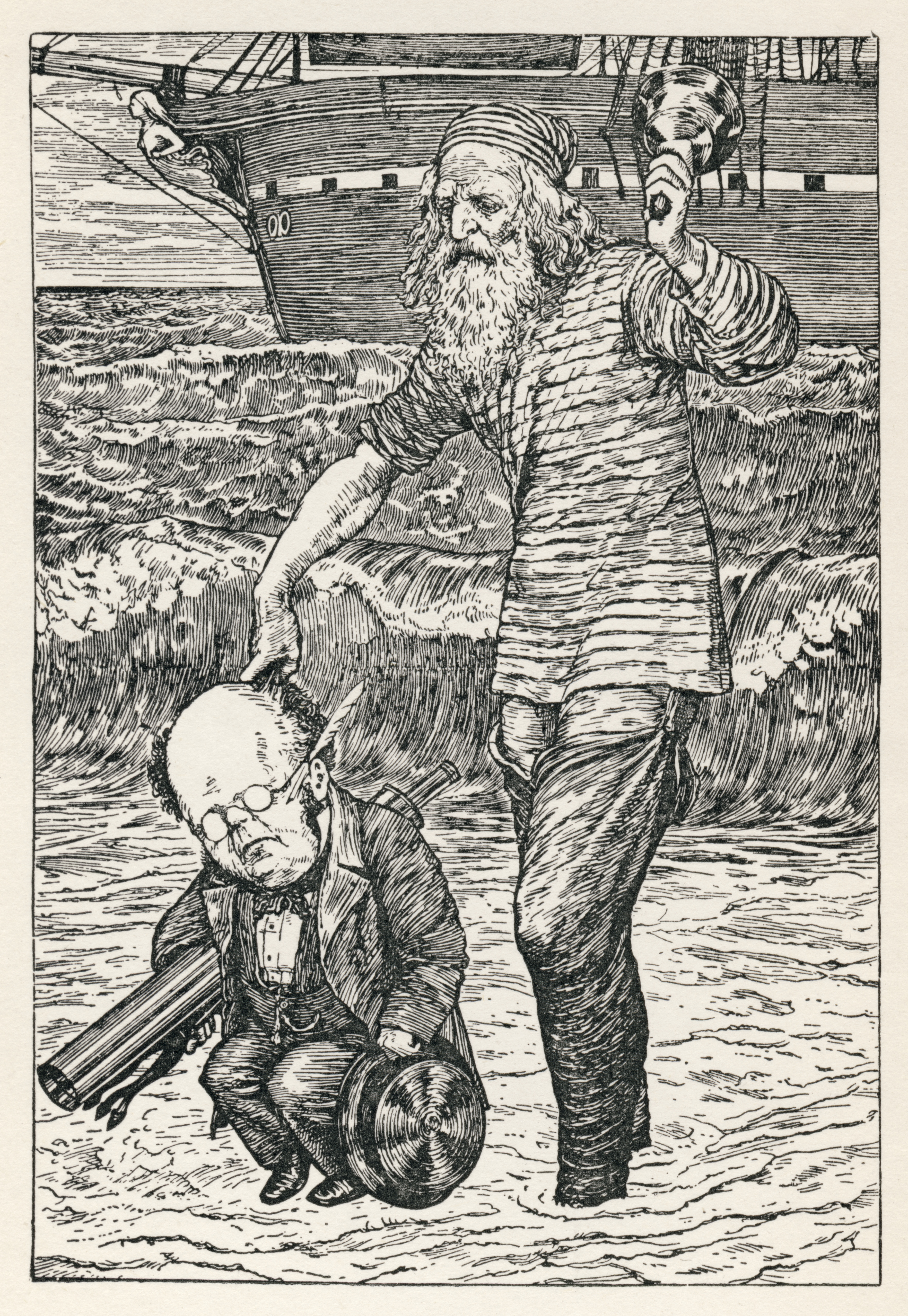
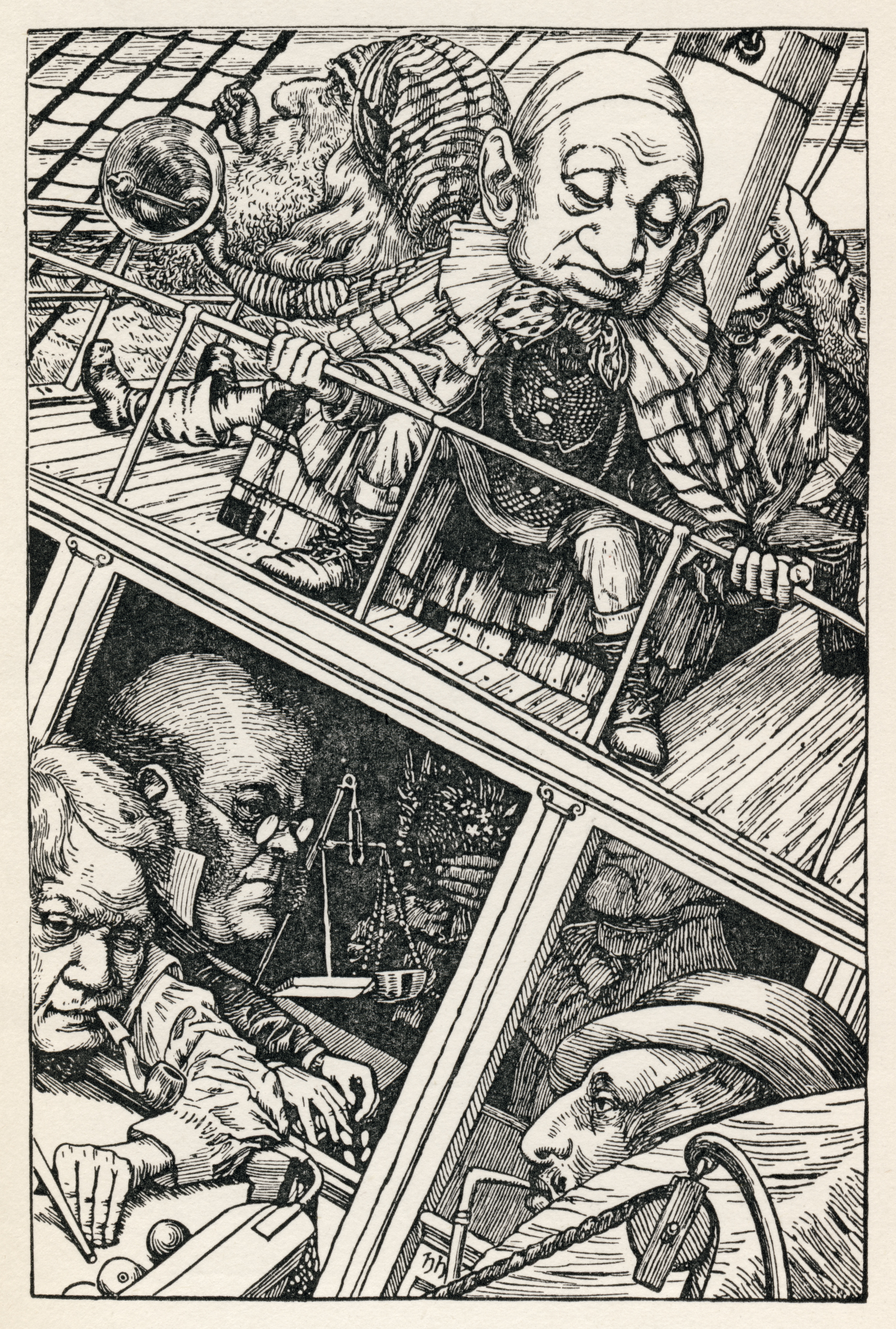
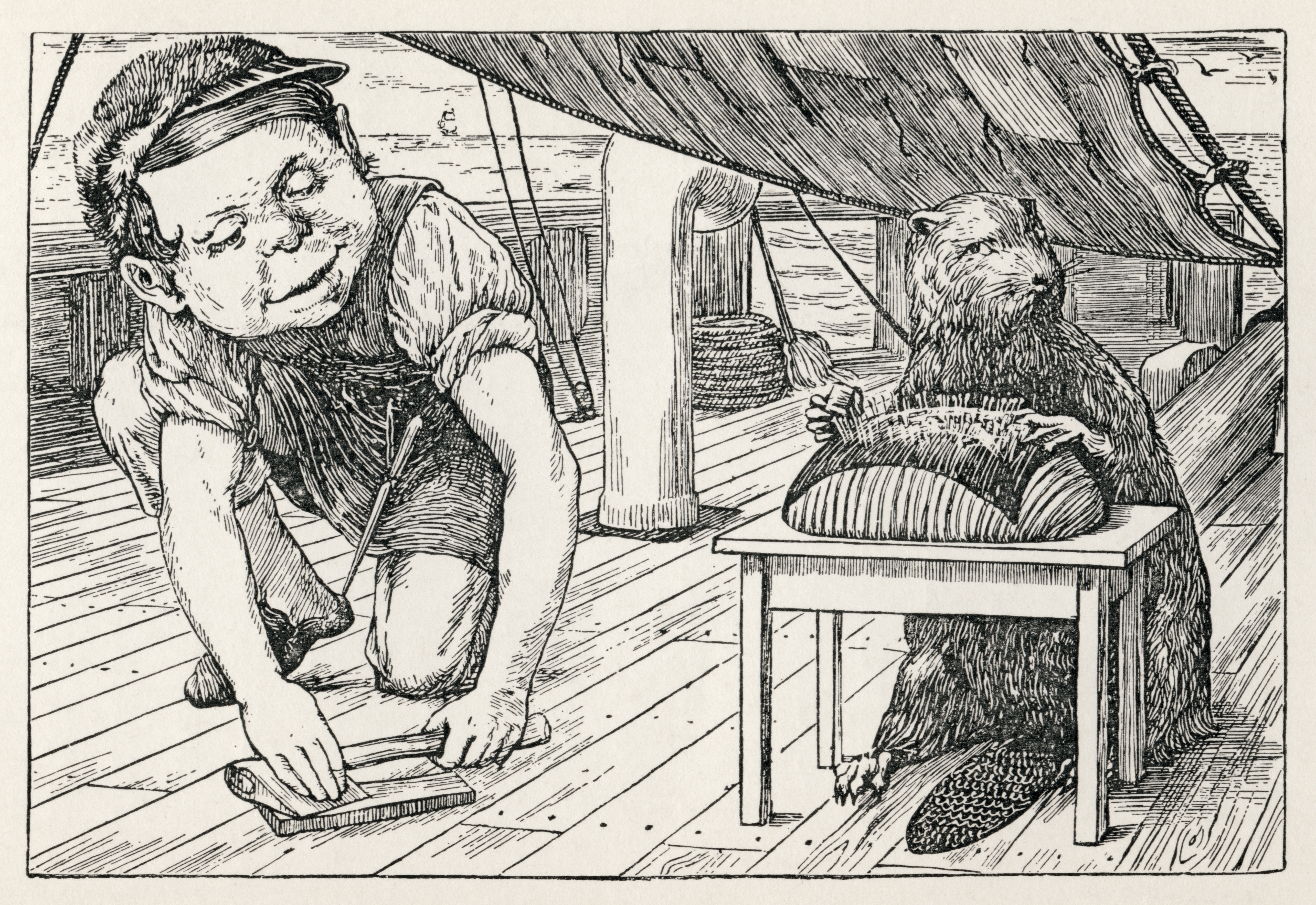
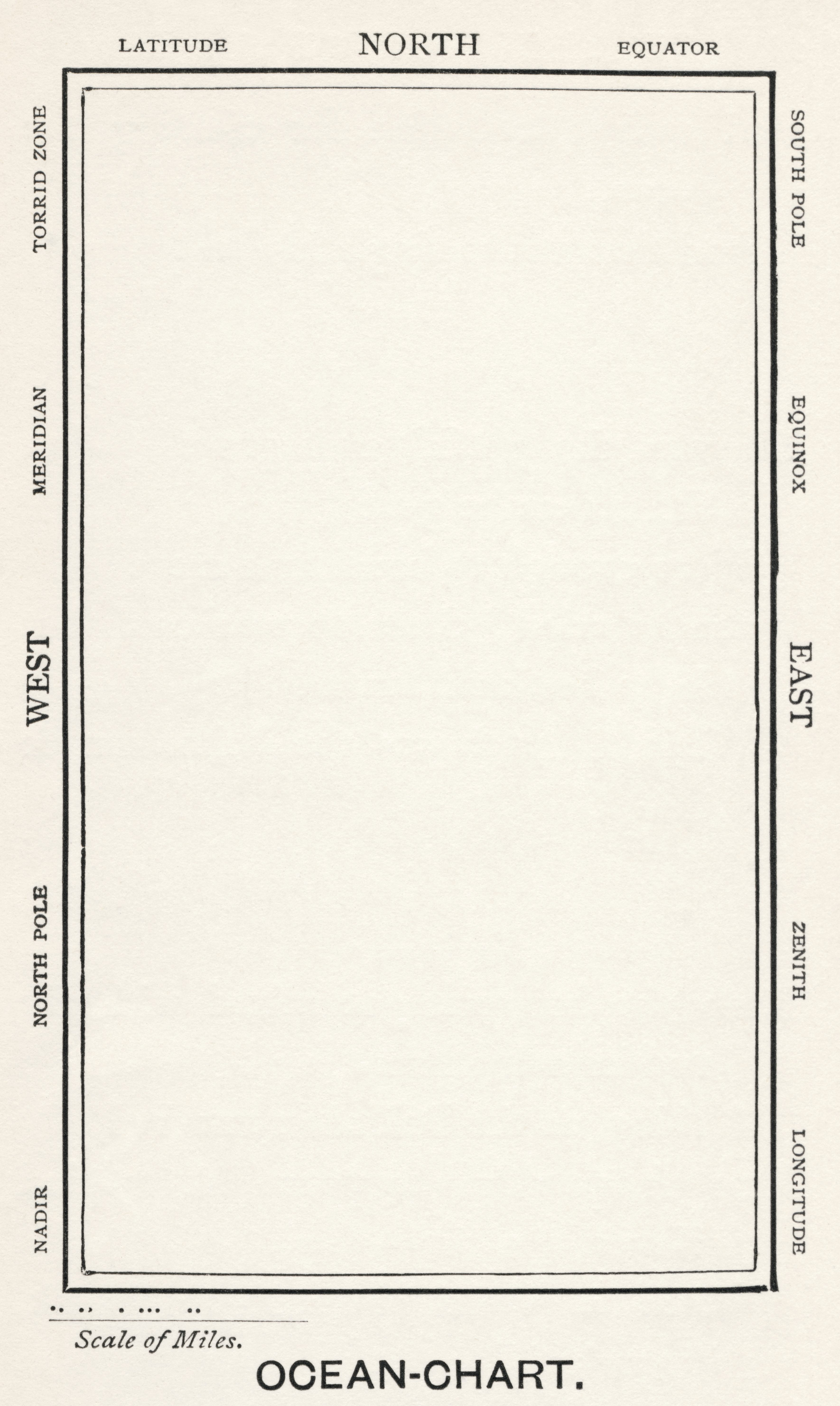
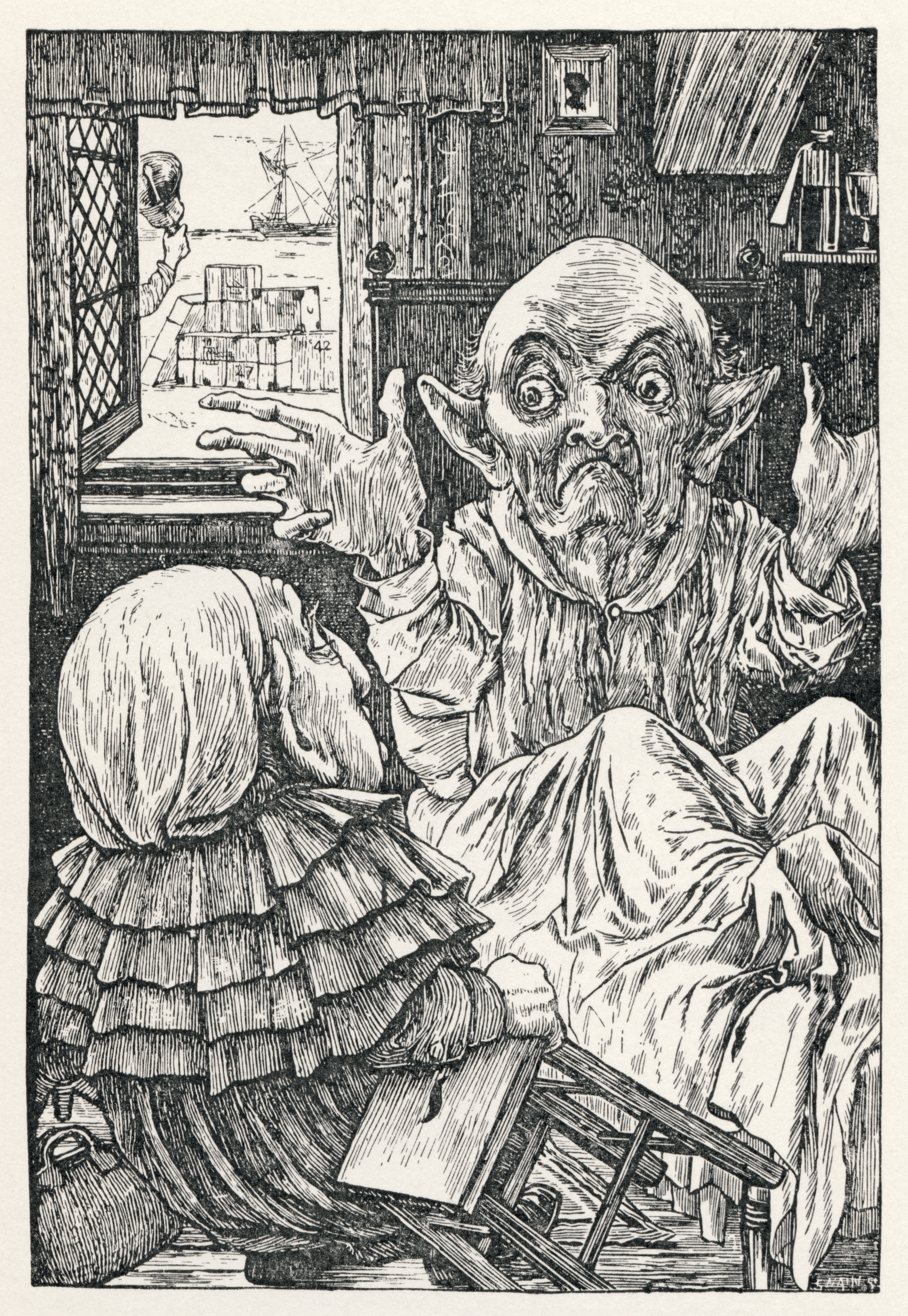
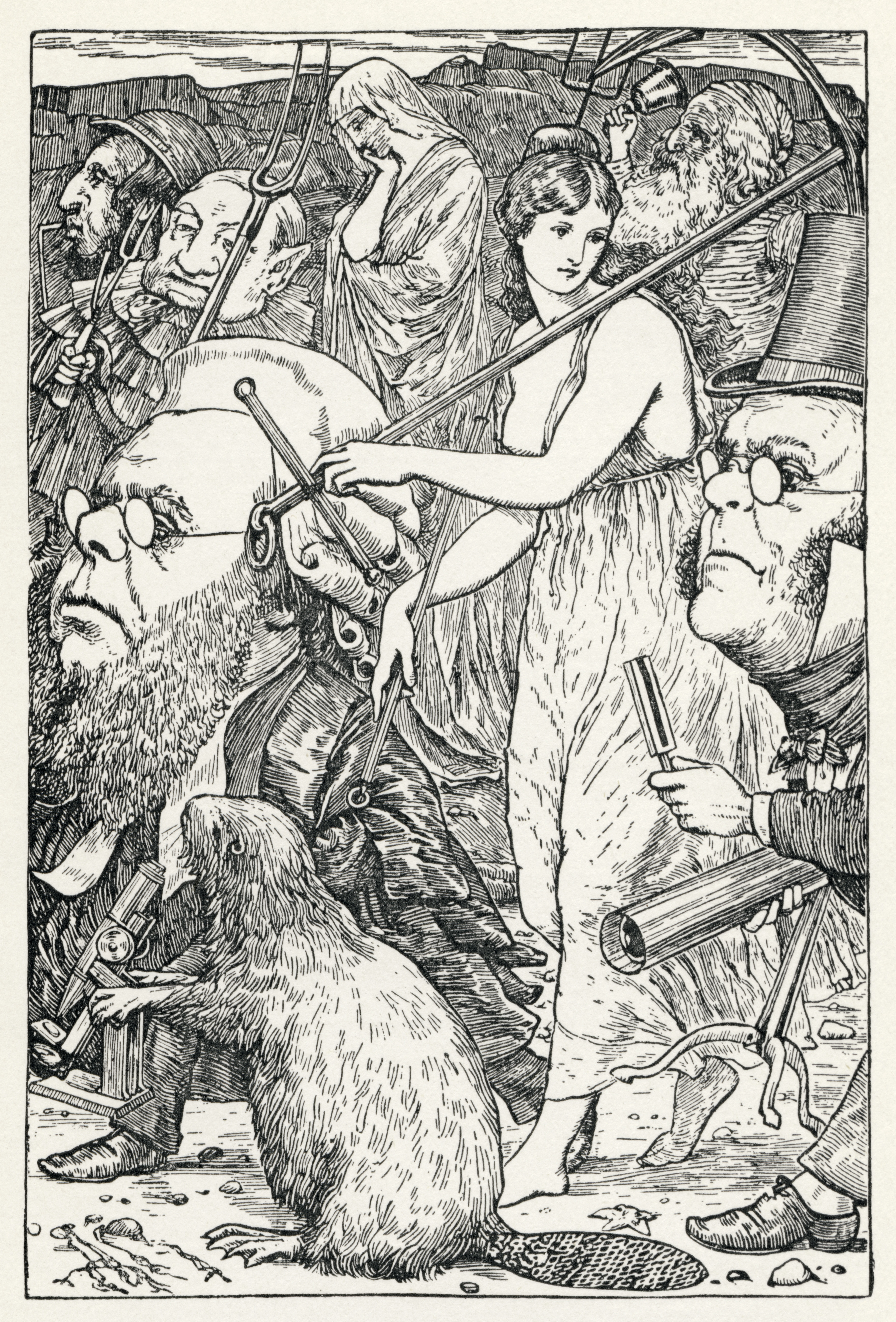
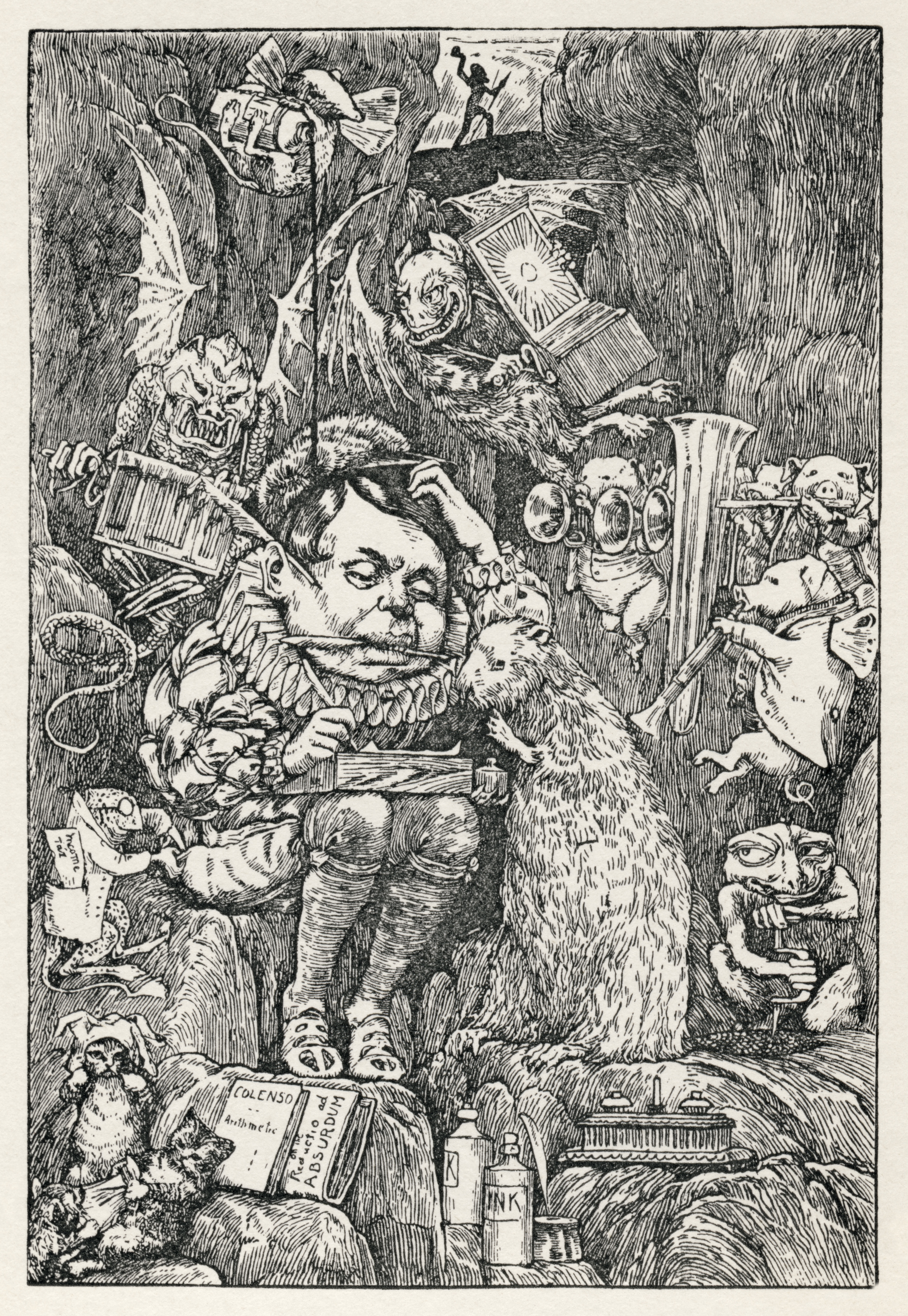
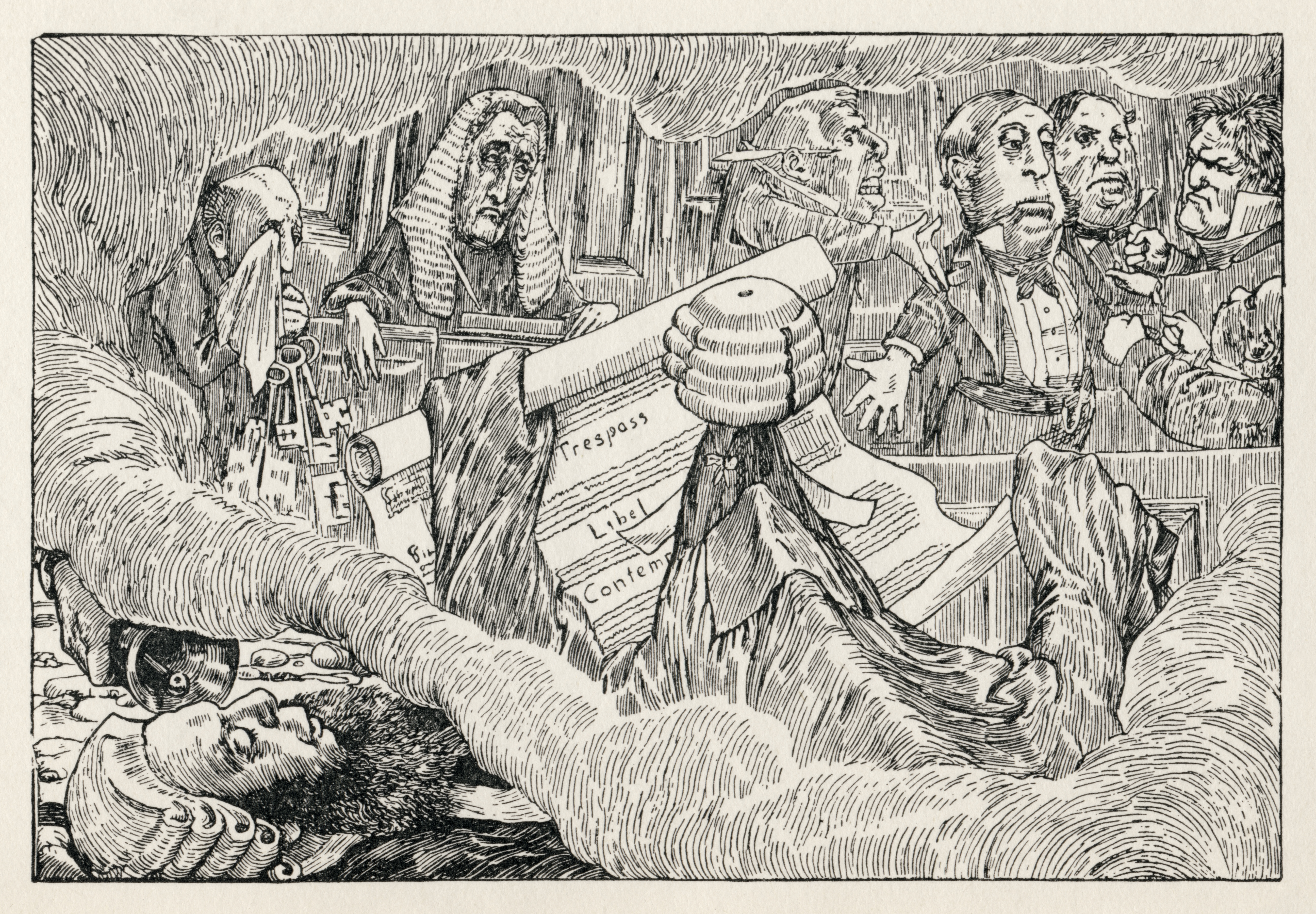
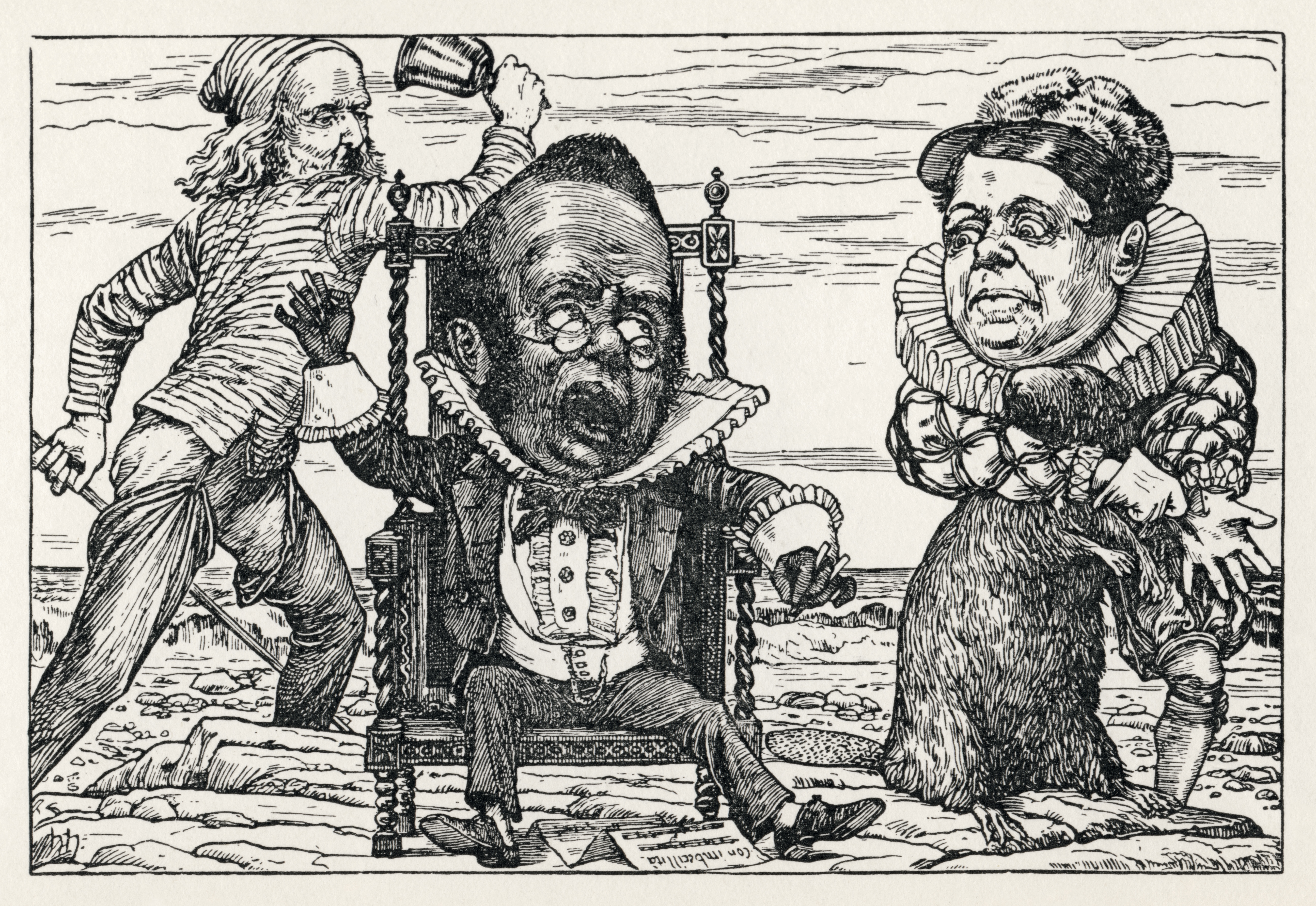
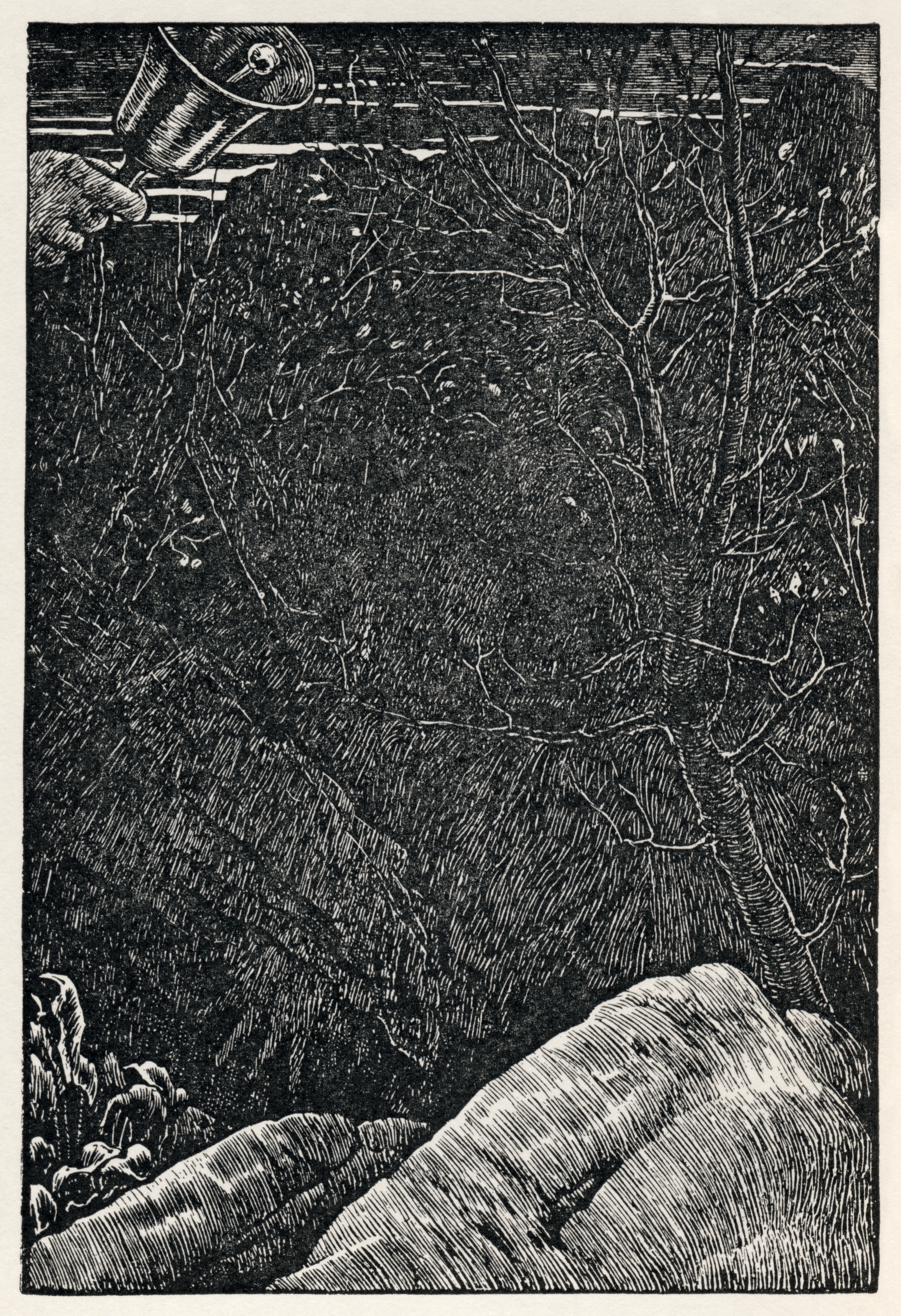

### A szereplők

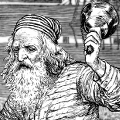
a Csengős
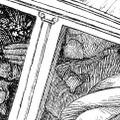
a Bokrétakötő
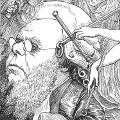
az Ügyvéd
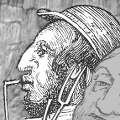
a Kereskedő
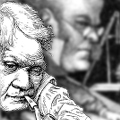
a Biliárdkészítő
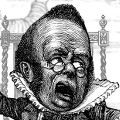
a Bankár
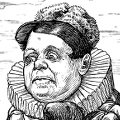
a Hentes
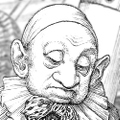
a Pék
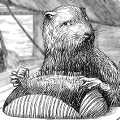
a Hód

## Magyar fordítások
- Rakovszky Zsuzsa: Sárk-vadászat
- Mann Lajos: A snyárk-vadászat, ISBN 978-963-86544-6-5
- Jónai Zs. Balázs: Sznark-vadászat ( http://mek.oszk.hu/10200/10242/ )